# Schiedeella densiflora
Schiedeella densiflora là một loài thực vật có hoa trong họ Lan. Loài này được (C.Schweinf.) Burns-Bal. miêu tả khoa học đầu tiên năm 1981.